# 黑井村站
黑井村站（日语：／ Kuroimura eki */?）是位於山口縣下關市豐浦町，屬於西日本旅客鐵道（JR西日本）的山陰本線車站。本站因位於舊黑井村而得名，黑井村則於1955年合併成為豐浦町，現時為下關市的一部分。

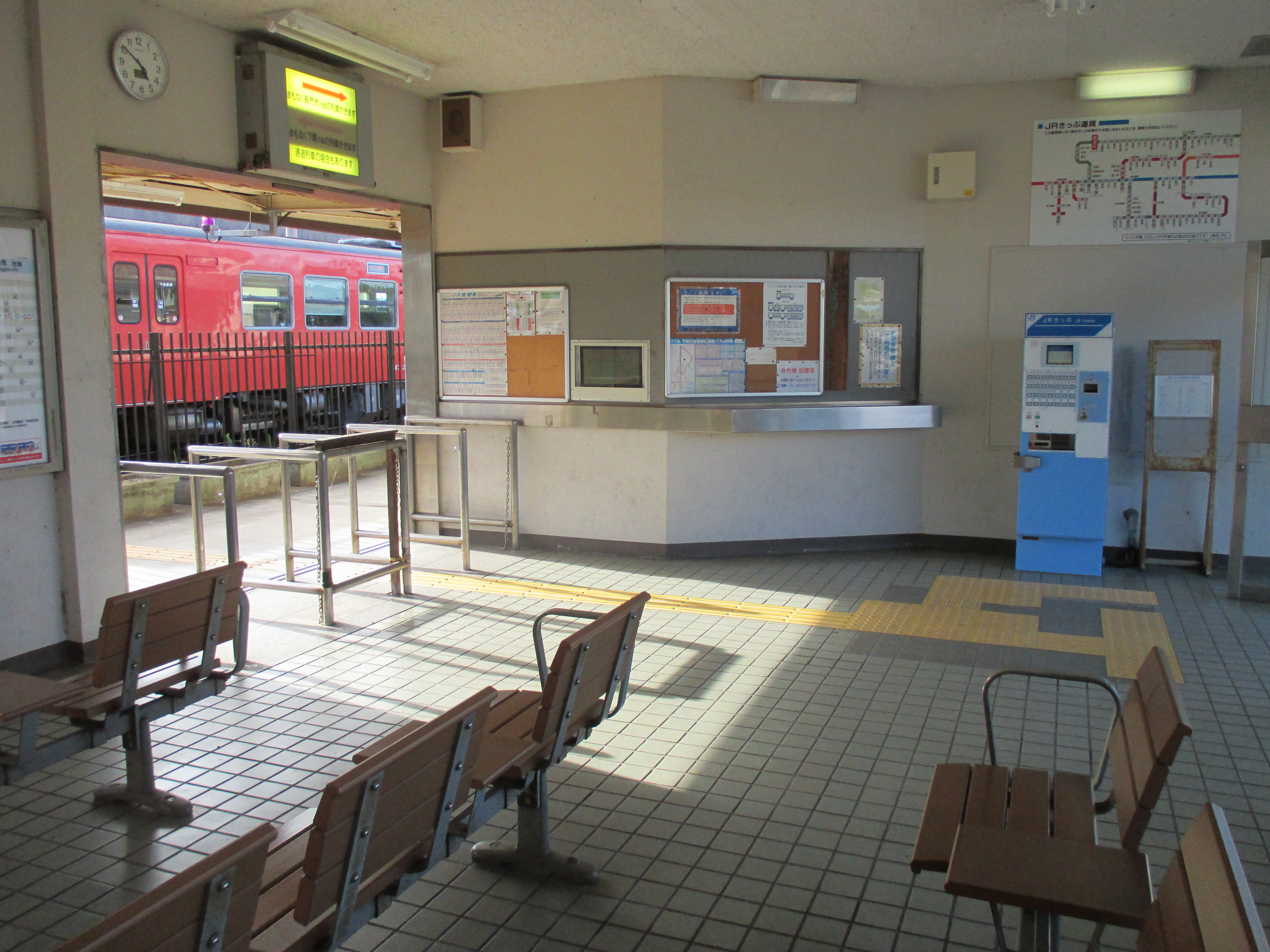
車站內部(2016年8月)

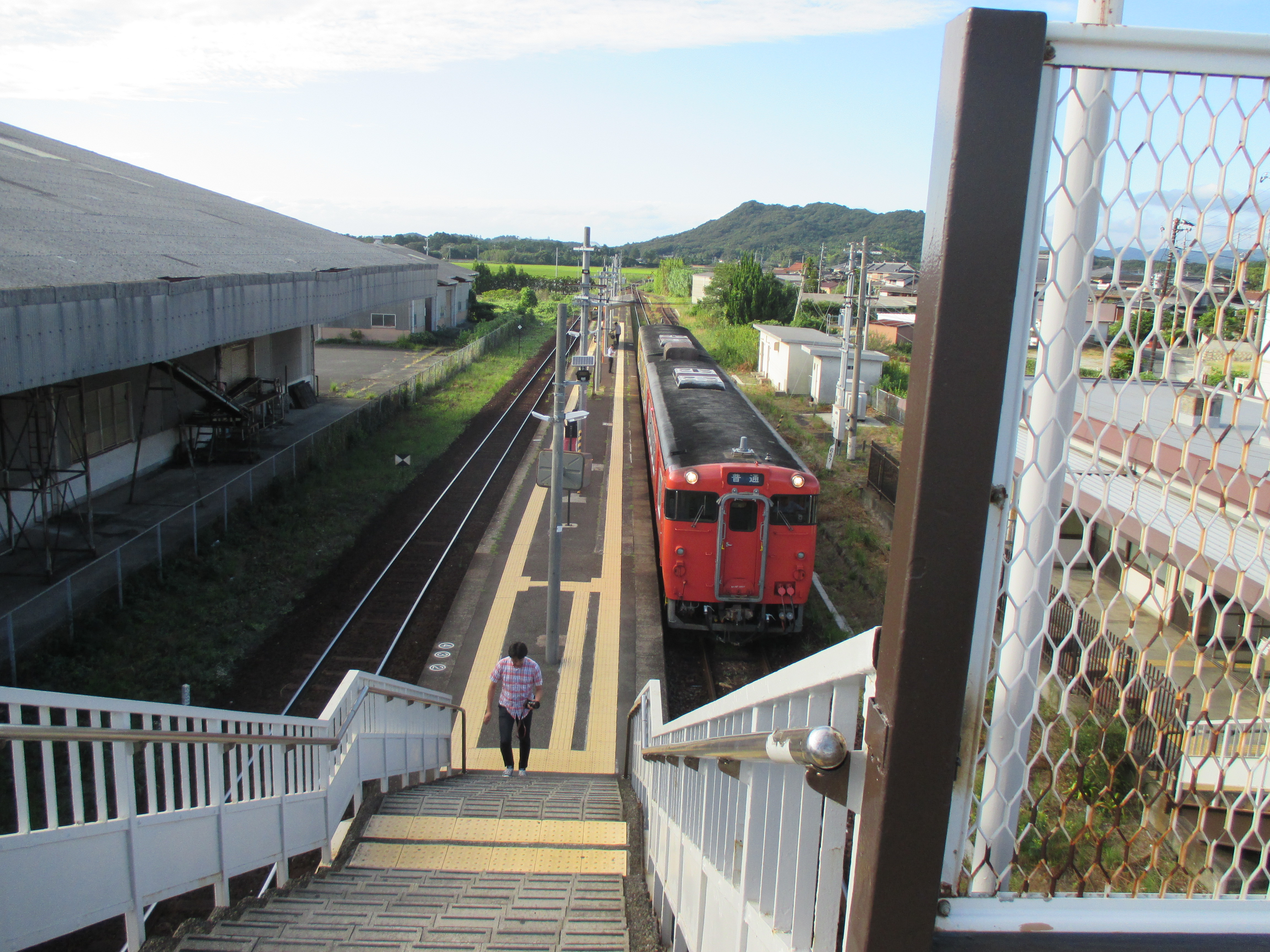
月台(2016年8月)

## 歷史
- 1914年（大正3年）4月22日 - 長州鐵道（日语：長州鉄道）車站啟用[1]。為客運和貨運車站。
  - 當時地址為山口縣豐浦郡黑井村（日语：黒井村）大字黑井。
- 1925年（大正14年）6月1日 - 長州鐵道線幡生以北路段國有化，為國有鐵道小串線車站[2]。
- 1933年（昭和8年）2月24日 - 小串線編入至山陰本線，成為山陰本線車站[3]。
- 1955年（昭和30年）4月1日 - 隨著豐浦町（日语：豊浦町 (山口県)）成立，車站地址為山口縣豐浦郡豐浦町大字黑井。
- 1978年（昭和53年）9月5日 - 終止貨物起卸業務。
- 1987年（昭和62年）4月1日 - 伴隨國鐵分割民營化，車站由西日本旅客鐵道（JR西日本）營運。
- 1991年（平成3年）4月1日 - 成為無人車站。
- 2005年（平成17年）2月13日 - 隨著下關市（第二次）成立，車站地址為現時位置。

## 車站構造
本站是地面車站，設有1面2線的島式月台。站房位於車站東邊，月台之間透過跨線橋連接。此站是由下關地域鐵道部管理的無人車站，站內設有自動售票機與Kiosk。

### 月台
| 月台         | 路線      | 上下行 | 方向                   |
| ------------ | --------- | ------ | ---------------------- |
| 車站大樓一邊 | ■山陰本線 | 下行   | 下關方向               |
| 車站大樓對面 | ■山陰本線 | 上行   | 小串、瀧部、長門市方向 |

※在旅客資訊上沒有設定月台編號

## 使用狀況
以下為近年1日平均乘車人次列表：
| 乘車人次變化 | 乘車人次變化    |
| 年度         | 1日平均乘車人次 |
| ------------ | --------------- |
| 1999         | 515             |
| 2000         | 506             |
| 2001         | 495             |
| 2002         | 454             |
| 2003         | 431             |
| 2004         | 407             |
| 2005         | 389             |
| 2006         | 384             |
| 2007         | 361             |
| 2008         | 353             |
| 2009         | 334             |
| 2010         | 335             |
| 2011         | 339             |
| 2012         | 316             |
| 2013         | 322             |
| 2014         | 289             |
| 2015         | 288             |
| 2016         | 266             |
| 2017         | 251             |
| 2018         | 245             |

## 車站周邊
車站附近設有「海洋碼頭黑」，在每年夏季舉行「黑井爵士音樂節」（後來為「黑井海濱之聲」）。在1980年代至1990年代之間，當舉行上述活動時，設有來往博多至此站之間的臨時快速列車「黑井爵士音樂節號」（後來為「黑井海濱之聲號」）。
車站周邊是下關市中心的睡房城鎮。
- 黑井郵局
- 下關市立誠意小學
- 下關市立豐洋中學
- 國道191號（日语：国道191号）
- 下關高爾夫球倶樂部
- 海洋碼頭豐浦（前海洋碼頭黑井（日语：マリンピアくろい））

## 巴士路線
站前設有「黑井村站」巴士站，在站前路口的國道191號上設有「黑井」巴士站。
- 黑井村站巴士站
  - 藍線交通
    - 吉永、川棚站、川棚溫泉（日语：川棚温泉）、涌田、松谷、室津、室津上、豐洋台方向
- 黑井巴士站
  - 山電交通
    - 川棚站、川棚溫泉方向
    - 豐洋台、吉見站、橫野、綾羅木（日语：綾羅木）、山之田（日语：山の田）、東站（日语：東駅）、唐戶、下關站方向

  - 藍線交通
    - 川棚站、川棚溫泉方向

## 相鄰車站
西日本旅客鐵道
■山陰本線
川棚溫泉－黑井村－梅峠

## 注腳
1. 1 2  「通運」『官報』1914年4月28日（國立國會圖書館數碼化收藏）
2. ↑  「鉄道省告示第81号」『官報』1925年5月26日（國立國會圖書館數碼化收藏）
3. ↑  「鉄道省告示第42号」『官報』1933年2月18日（國立國會圖書館數碼化收藏）
4. ↑  山口縣統計年鑑

## 外部連結
- 黑井村｜車站資訊：JR出門網 - 西日本旅客鐵道